# Ramy Ashour
Ramy Mohamed Ashour (arabisch رامي عاشور, DMG Rāmī ʿĀšūr; * 30. September 1987 in Kairo) ist ein ehemaliger ägyptischer Squashspieler. Er führte mehrfach die Weltrangliste an und gewann in den Jahren 2008, 2012 und 2014 die Weltmeisterschaft.

## Karriere
Schon bei den Junioren gewann Ashour zahlreiche wichtige Titel. So sicherte er sich zwischen 1999 und 2001 in den Altersklassen U13 und U15 mehrfach den Titelgewinn bei den British Open. 2004 wurde er nach einem Finalsieg gegen Yasir Butt der bis dato jüngste Junioren-Weltmeister der Geschichte. Bei dem anschließend stattfindenden Mannschaftswettbewerb unterlag er mit der ägyptischen Nationalmannschaft mit 1:2 Pakistan, wobei Ashour seine Partien alle gewann. Im selben Jahr begann er seine Profikarriere und nahm in Athen erstmals an einem Turnier der PSA World Tour teil, das er sogleich gewann. 2005 zog er erneut ins Finale des Athener Turniers ein, in dem er dieses Mal seinem Bruder Hisham Mohd Ashour in vier Sätzen unterlag. Nach nur zwei Turnierteilnahmen war er in der Weltrangliste bereits unter den Top 100 platziert, die Saison beendete er auf Rang 62. Bei der Weltmeisterschaft der Profispieler gelang ihm Ende 2005 bei der ersten Teilnahme die Qualifikation für das Hauptfeld, in dessen erster Runde er im dritten Satz gegen Grégory Gaultier verletzungsbedingt aufgeben musste. Das Jahr 2006 begann für Ashour erfolgreich, als er Anfang Januar das U19-Feld bei den British Open gewann. Im selben Monat zog er ins Finale der Dayton Open ein, musste sich dort aber John White geschlagen geben. Im Juni 2006 rückte er auf Rang 20 der Weltrangliste vor. Einen Monat darauf verteidigte er in Neuseeland als erster Spieler seinen Junioren-Weltmeisterschaftstitel mit einem 3:0-Erfolg über Omar Mosaad. Bei der Mannschaftskonkurrenz behielt Ägypten dieses Mal mit 2:1 die Oberhand gegen Pakistan. Erneut blieb Ashour dabei ohne Niederlage. Zu Beginn der Saison 2006/07 erreichte Ashour das Viertelfinale der Weltmeisterschaft gegen Grégory Gaultier, das er mit 0:3 verlor. Weitaus besser verliefen die Hong Kong Open, bei denen er ungesetzt ins Finale einzog und dabei mit Thierry Lincou und David Palmer die Nummer drei bzw. zwei der Weltrangliste schlug. Im Endspiel unterlag er dem topgesetzten Amr Shabana in vier Sätzen. In der Weltrangliste kletterte er dadurch auf Rang neun und damit erstmals in die Top Ten. Bei den anschließenden US Open und den Pakistan Open schied er jeweils im Halbfinale aus.
2008 gewann Ashour in Manchester mit einem 3:1-Sieg gegen Karim Darwish auch die Weltmeisterschaft der Herren. Diesen Titel sowohl im Junioren- als auch im Herrenbereich zu gewinnen gelang zuvor lediglich Jansher Khan. 2009 folgte ein weiterer Weltmeistertitel mit der ägyptischen Nationalmannschaft, ehe Ashour im Januar 2010 sein bis dato größtes Ziel erreichte: die Spitzenposition in der Weltrangliste. Von Januar bis Dezember 2010 hatte Ashour die Führung inne, lediglich unterbrochen von einer kurzen Phase in den Sommermonaten Juni, Juli und August. 2011 verteidigte er mit Ägypten den Weltmeistertitel. Die Saison 2012 verlief für Ashour nahezu perfekt: Bei lediglich sieben Turnierteilnahmen zog er in sämtliche Finals ein und gewann fünf der sieben Endspiele. Lediglich bei den North American Open und den British Open unterlag er James Willstrop bzw. Nick Matthew. Zu den gewonnenen Titeln 2012 zählt unter anderem die Weltmeisterschaft, die Ramy Ashour erstmals nach 2008 wieder gewann. Er verlor somit lediglich zwei Partien in der gesamten Saison. In seiner Karriere gewann Ashour insgesamt 40 Titel auf der PSA World Tour. Im April 2013 erreichte er mit 1872 Punkten den höchsten bis dato erreichten Punktedurchschnitt in der Weltrangliste. In seine Wertung gingen alle von ihm gespielten Turniere innerhalb der letzten zwölf Monate ein, insgesamt neun. Er gewann acht davon und stand ein weiteres Mal im Finale. Sieben dieser acht Titel gehörten zur Kategorie der PSA World Series. Im April 2016 übertraf Mohamed Elshorbagy die Rekordmarke.
Am 21. November 2014 spielte er nach einer Oberschenkelverletzung mit der Weltmeisterschaft sein erstes Turnier nach sechs Monaten. Er erreichte sein viertes Finale bei einer Weltmeisterschaft, das er gegen Mohamed Elshorbagy in fünf Sätzen gewann. Im Anschluss unterzog er sich einer Meniskusoperation und fiel bis April 2015 aus. Bei seinem ersten Turnier nach der Verletzungspause, dem zur World Series zählenden El Gouna International, verteidigte er seinen Titel aus dem Vorjahr mit einem Finalsieg gegen Mohamed Elshorbagy. 2017 stand er im ägyptischen Kader bei der Weltmeisterschaft und gewann mit ihr seinen dritten Titel bei diesem Wettbewerb. Am 22. April 2019 gab er sein Karriereende aufgrund anhaltender Verletzungsprobleme bekannt. Sein letztes Turnier hatte er 2018 bei den British Open gespielt.
In der Saison 2015/2016 war Ashour erstmals beim Sportwerk Hamburg Walddörfer in der 1. Squash-Bundesliga gemeldet. Am 14. Juni 2016 kam es mit einem Sieg gegen Simon Rösner vom Paderborner SC zum ersten Einsatz im Rahmen des Halbfinales zur Endrunde der Bundesliga in Böblingen.
Ramys älterer Bruder Hisham Mohd Ashour war ebenfalls Squashspieler.

## Erfolge
- Weltmeister: 3 Titel (2008, 2012, 2014)
- Weltmeister mit der Mannschaft: 3 Titel (2009, 2011, 2017)
- Gewonnene PSA-Titel: 40
- 21 Monate Weltranglistenerster
- Ägyptischer Meister: 2010, 2013

## PSA World Tour
| Legende (Anzahl der Titel)                    |
| Weltmeisterschaft (3)                         |
| PSA World Tour Finals (2)                     |
| PSA World Tour Platinum PSA World Series (22) |
| PSA World Tour PSA International (8)          |
| PSA Star Series (4)                           |
| PSA Challenger Tour PSA (Super) Satellite (1) |

### Turniersiege
| Nr. | Datum              | Ort           | Turnier                       | Finalgegner        | Ergebnis                       |
| --- | ------------------ | ------------- | ----------------------------- | ------------------ | ------------------------------ |
| 1.  | 21. November 2004  | Athen         | Athens Open                   | Andy Whipp         | 13:11, 12:10, 7:11, 7:11, 11:9 |
| 2.  | 12. Januar 2007    | Toronto       | Canadian Classic              | David Palmer       | 11:7, 11:3, 11:4               |
| 3.  | 29. Januar 2007    | Dayton        | Dayton Open                   | John White         | 8:11, 7:11, 11:16, 12:10, 11:2 |
| 4.  | 11. April 2007     | Kuwait        | Kuwait Open                   | Amr Shabana        | 11:5, 11:3, 12:10              |
| 5.  | 17. April 2007     | Doha          | Qatar Classic                 | David Palmer       | 8:11, 11:9, 11:9, 11:6         |
| 6.  | 12. August 2007    | Manchester    | Super Series Finals           | Grégory Gaultier   | 12:10, 11:8, 4:11, 11:4        |
| 7.  | 16. Januar 2008    | New York City | Tournament of Champions       | James Willstrop    | 11:7, 13:11, 11:9              |
| 8.  | 16. Februar 2008   | Toronto       | Canadian Classic              | Amr Shabana        | 11:2, 11:9, 8:11, 11:8         |
| 9.  | 20. April 2008     | Hurghada      | Hurghada International        | Amr Shabana        | 12:10, 9:11, 11:7, 9:11, 12:10 |
| 10. | 19. Oktober 2008   | Manchester    | Weltmeisterschaft             | Karim Darwish      | 5:11, 11:8, 11:4, 11:5         |
| 11. | 28. Februar 2009   | Richmond      | North American Open           | Nick Matthew       | 11:8, 13:11, 10:12, 5:11, 11:8 |
| 12. | 4. April 2009      | Hurghada      | Hurghada International        | Grégory Gaultier   | 7:11, 11:5, 11:3, 11:8         |
| 13. | 10. Dezember 2009  | Neu-Delhi     | PSA Masters                   | Nick Matthew       | 11:6, 9:11, 11:9, 11:9         |
| 14. | 18. Dezember 2009  | al-Chubar     | Saudi International           | Nick Matthew       | 11:7, 7:11, 11:9, 9:11, 11:8   |
| 15. | 20. März 2010      | Kuala Lumpur  | CIMB KL Open                  | Karim Darwish      | 11:8, 11:8, 11:9               |
| 16. | 29. August 2010    | Hongkong      | Cathay Pacific Hong Kong Open | Grégory Gaultier   | 10:12, 11:9, 11:9, 9:11, 11:9  |
| 17. | 20. September 2010 | Manchester    | Rowe British Grand Prix       | James Willstrop    | 11:7, 3:11, 11:3, 11:5         |
| 18. | 2. November 2010   | Kuwait        | Kuwait Open                   | Amr Shabana        | 9:11, 11:4, 13:11, 11:1        |
| 19. | 27. Januar 2011    | New York City | Tournament of Champions       | Nick Matthew       | 11:3, 7:11, 11:9, 11:7         |
| 20. | 19. Mai 2011       | Hurghada      | Hurghada International        | Karim Darwish      | 11:9, 9:11, 12:14, 11:9, 11:3  |
| 21. | 14. August 2011    | Canberra      | Australian Open               | Nick Matthew       | 12:14, 11:6, 10:12, 11:8, 11:4 |
| 22. | 25. September 2011 | Manchester    | Rowe British Grand Prix       | Nick Matthew       | 1:11, 11:3, 11:7, 11:4         |
| 23. | 13. April 2012     | el-Guna       | El Gouna International        | James Willstrop    | 12:10, 11:5, 5:2 Aufgabe       |
| 24. | 19. August 2012    | Canberra      | Australian Open               | Omar Mosaad        | 11:9, 11:9, 11:6               |
| 25. | 13. Oktober 2012   | Philadelphia  | US Open                       | Grégory Gaultier   | 11:4, 11:9, 11:9               |
| 26. | 2. Dezember 2012   | Hongkong      | Cathay Pacific Hong Kong Open | James Willstrop    | 11:8, 3:11, 11:7, 11:6         |
| 27. | 14. Dezember 2012  | Doha          | Weltmeisterschaft             | Mohamed Elshorbagy | 2:11, 11:6, 11:5, 9:11, 11:8   |
| 28. | 24. Januar 2013    | New York City | Tournament of Champions       | Grégory Gaultier   | 7:11, 6:11, 12:10, 11:3, 11:1  |
| 29. | 2. März 2013       | Richmond      | North American Open           | Nick Matthew       | 11:7, 11:8, 5:11, 11:7         |
| 30. | 14. März 2013      | Kuwait        | Kuwait PSA Cup                | James Willstrop    | 6:11, 11:8, 11:3, 11:3         |
| 31. | 26. Mai 2013       | Hull          | British Open                  | Grégory Gaultier   | 7:11, 11:4, 11:7, 11:8         |
| 32. | 1. Oktober 2013    | San Francisco | Netsuite Open                 | Grégory Gaultier   | 11:4, 7:11, 7:11, 11:3, 11:2   |
| 33. | 19. März 2014      | Richmond      | PSA World Series Finals       | Mohamed Elshorbagy | 15:17, 11:7, 11:4, 11:5        |
| 34. | 18. April 2014     | el-Guna       | El Gouna International        | Mohamed Elshorbagy | 11:7, 12:10, 8:11, 11:8        |
| 35. | 21. November 2014  | Doha          | Weltmeisterschaft             | Mohamed Elshorbagy | 13:11, 7:11, 5:11, 11:5, 14:12 |
| 36. | 10. April 2015     | el-Guna       | El Gouna International        | Mohamed Elshorbagy | 11:9, 11:6, 4:11, 10:12, 12:10 |
| 37. | 30. September 2015 | San Francisco | Netsuite Open                 | Nick Matthew       | 11:7, 9:11, 11:5, 11:4         |
| 38. | 28. August 2016    | Hongkong      | Hong Kong Open                | Karim Abdel Gawad  | 11:9, 8:11, 11:6, 5:11, 11:6   |
| 39. | 3. September 2017  | Shanghai      | China Squash Open             | Ali Farag          | 11:3, 11:8, 10:12, 2:11, 11:5  |
| 40. | 18. März 2018      | Zürich        | Grasshopper Cup               | Mohamed Elshorbagy | 11:8, 11:9, 11:6               |

### Finalteilnahmen
| Nr. | Datum             | Ort           | Turnier                 | Finalgegner        | Ergebnis                      |
| --- | ----------------- | ------------- | ----------------------- | ------------------ | ----------------------------- |
| 1.  | 22. Oktober 2005  | Athen         | Athens Open             | Hisham Mohd Ashour | 11:7, 2:11, 10:12, 7:11       |
| 2.  | 29. Januar 2006   | Dayton        | Dayton Open             | John White         | 5:11, 3:11, 6:11              |
| 3.  | 11. März 2006     | Islamabad     | COAS International      | Mohammed Abbas     | 4:11, 11:9, 5:11, 7:11        |
| 4.  | 22. Oktober 2006  | Hongkong      | Hong Kong Open          | Amr Shabana        | 11:13, 11:3, 5:11, 11:13      |
| 5.  | 28. Oktober 2007  | al-Chubar     | Saudi International     | Amr Shabana        | 5:11, 5:11, 11:1, 9:11        |
| 6.  | 27. April 2008    | Kuwait        | Kuwait Open             | Amr Shabana        | 9:11, 7:11, 11:13             |
| 7.  | 6. September 2009 | Chicago       | US Open                 | Amr Shabana        | 7:11, 2:11, 11:7, 14:12, 8:11 |
| 8.  | 7. November 2009  | Kuwait        | Weltmeisterschaft       | Amr Shabana        | 8:11, 8:11, 5:11              |
| 9.  | 28. Januar 2010   | New York City | Tournament of Champions | James Willstrop    | 10:12, 5:11, 11:9, 2:11       |
| 10. | 27. Februar 2010  | Richmond      | North American Open     | Nick Matthew       | 9:11, 14:16, 4:5 Aufgabe      |
| 11. | 15. August 2010   | Canberra      | Australian Open         | Nick Matthew       | 14:16, 7:11, 10:12            |
| 12. | 24. Oktober 2010  | el-Guna       | El Gouna International  | Karim Darwish      | 14:16, 3:11, 1:5 Aufgabe      |
| 13. | 26. Februar 2011  | Richmond      | North American Open     | Nick Matthew       | 9:11, 5:11, 11:8, 11:8, 6:11  |
| 14. | 25. Februar 2012  | Richmond      | North American Open     | James Willstrop    | 7:11, 8:11, 7:11              |
| 15. | 26. Mai 2012      | Hull          | British Open            | Nick Matthew       | 9:11, 4:11, 8:11              |
| 16. | 9. Februar 2014   | Linköping     | Swedish Open            | Nick Matthew       | 13:11, 6:11, 8:11, 11:6, 4:11 |
| 17. | 3. März 2014      | Chicago       | Windy City Open         | Grégory Gaultier   | 7:11, 3:11, 4:11              |
| 18. | 27. März 2016     | Hull          | British Open            | Mohamed Elshorbagy | 2:11, 5:11, 9:11              |
| 19. | 4. November 2016  | Kairo         | Weltmeisterschaft       | Karim Abdel Gawad  | 11:5, 6:11, 7:11, 1:2 Aufgabe |